# Schwerkraftheizung

Beispiel

Eine Schwerkraftheizung  ist eine Heizungsanlage, deren Zirkulation allein durch Unterschiede in der Dichte des Wassers und dem davon abhängigen Auftrieb des Wassers in den Steigesträngen erfolgt. Die Anlage benötigt keine Umwälzpumpe.

## Funktion
Im Vorlaufstrang hat das Wasser die Vorlauftemperatur des Heizsystems und damit verbunden eine geringe Dichte, das Wasser steigt nach oben. Auf der kalten Rücklaufseite ist die Dichte größer, das Wasser ist schwerer und sinkt nach unten. Somit entsteht eine Zirkulation, die man Schwerkraftzirkulation nennt und die das Heizungswasser umlaufend durch die möglichst hoch montierten Heizkörper transportiert. Die den Kreislauf antreibende Druckdifferenz ist in etwa proportional zur Gebäudehöhe (genauer: Höhe des Heiznetzes) und dem Dichteunterschied zwischen Vor- und Rücklauf-Wasser. Da der Dichteunterschied aufgrund der geringen typischen Temperaturdifferenz von ca. 20 K nur klein ist, reagiert das System sehr träge.

## Anwendung
Bis Ende der 1960er Jahre (in der DDR bis Mitte der 1980er) wurden Zentralheizungsanlagen als Schwerkraftheizungen ausgeführt. Diese werden den heutigen Komfortansprüchen nicht mehr gerecht, weshalb sie durch Heizungen mit Umwälzpumpen ersetzt werden.

## Nachteile
- Die geringen Geschwindigkeiten erfordern große Nennweiten, was wiederum ein großes Wasservolumen der Anlage bedingt.
- Das bedeutet hohen Materialverbrauch, der durch die eingesparte Pumpe nicht kompensiert wird.
- Bei geringen Wassertemperaturen kommt die Zirkulation zum Stillstand.
- Der geringe Förder-Differenzdruck erlaubt nur einen geringen Strömungswiderstand im Gebäude-Heiznetz
- Bereitstellung von Heizwasser mit einer definierten Temperatur ist nicht möglich, da die Bauweise keine nachgeschaltete Heizkreis-Temperaturregelung mittels eines Mischventils erlaubt.
- Der Heizkessel muss am tiefsten Punkt des Heiznetzes vorgesehen werden, Dachzentralen sind nicht möglich.
- Kühlt Heizungswasser im aufsteigenden Rohrstrang ab, so kann es in den Speicherkessel absinken und dort die thermische Wasserschichtung stören, bei neuen Kesseln ohne Schwerkraftheizung wird als Gegenmaßnahme dazu eine Thermosiphon-Konvektionsbremse eingebaut.

## Vorteile
- kein elektrischer Strom für die Zirkulation notwendig, Funktion auch bei Stromausfall (sofern der Kessel keine elektrische Steuerung besitzt)
- keine laufenden Folgekosten
- nahezu geräuschlos

## Beispielrechnung
Differenz der statischen Drücke auf Höhe des Heizkessels:
{\displaystyle \Delta p=h\cdot g\cdot ({\rho _{\mathrm {R} }}-{\rho _{\mathrm {V} }})}
mit:
{\displaystyle \Delta p} Differenzdruck
{\displaystyle g} Erdbeschleunigung
{\displaystyle \rho _{\mathrm {R} }} Temperaturabhängige Dichte des Heizmediums im Rücklauf
{\displaystyle \rho _{\mathrm {V} }} Temperaturabhängige Dichte des Heizmediums im Vorlauf
Für eine Heizung mit einer Vorlauftemperatur von 90 °C sowie einer Rücklauftemperatur von 70 °C ergibt sich für die Dichten:

{\displaystyle \rho _{\mathrm {V} }=965\,{\frac {\mathrm {kg} }{\mathrm {m} ^{3}}}}
{\displaystyle \rho _{\mathrm {R} }=978\,{\frac {\mathrm {kg} }{\mathrm {m} ^{3}}}}
Eingesetzt für h = 5 m:
{\displaystyle \Delta p=\mathrm {5\,m\cdot {\frac {9{,}81\,m}{s^{2}}}\cdot (978-965)\,{\frac {kg}{m^{3}}}} }
{\displaystyle \Delta p=\mathrm {637\,Pa=6{,}37\,mbar} }
Für eine Anlagenhöhe von 5 m (Mitte Kessel bis Mitte Heizkörper) steht für die Zirkulation des Heizungswassers ein Druck von 6,37 mbar zur Verfügung.
Je Meter Anlagenhöhe wird als treibende (wirksame) Druckdifferenz bei einer 90°/70° Heizung wirksam:
{\displaystyle \Delta p=\mathrm {\frac {6{,}37\,mbar}{5\,m}} \ =\ 1{,}275\,\mathrm {\frac {mbar}{m}} }
Damit der Kreislauf gewährleistet bleibt, darf der Strömungswiderstand des zum Kreislauf gehörenden Heizkreislaufes die treibende Druckdifferenz nicht überschreiten. Dieses wird mit verhältnismäßig großen Rohrdurchmessern sowie dickbauchigen Rippenheizkörpern erreicht.

## Umrüstung auf Pumpenbetrieb
Mit dem Erneuern des Wärmeerzeugers wird in der Regel die Anlage auch auf den Betrieb einer Pumpenwarmwasseranlage umgerüstet. Hierzu wird zum einen die Umwälzpumpe mit einer Schwerkraftbremse eingebaut, ferner wird der Ausdehnungsbehälter am oberen Punkt der Anlage außer Betrieb genommen sowie ein Sicherheitsventil und ein Membranausdehnungsgefäß montiert.

## Besonderheiten bei Reparaturen und Umbauten
Durch die Forderung nach dem hydraulischen Abgleich werden auch in Schwerkraftheizungen voreinstellbare Thermostatventile nötig. Verschiedene Hersteller bieten druckverlustarme Ventilkörper an, da der übliche hohe Druckverlust über das Thermostatventil sich negativ auf den Heizbetrieb auswirkt.

Häufig werden bei kleineren, zeitbegrenzten Reparaturen Rohrleitungen eingefroren, um ein Entleeren der Anlage zu vermeiden. Durch die bei Schwerkraftanlagen übliche hohe Konvektion lässt dies die Restwärme in der Anlage oft über Stunden nicht zu, da die Einfriergeräte nur stehendes Wasser gefrieren lassen können.  Dieses Problem trifft auch auf ehemalige, auf Pumpenbetrieb umgerüstete Anlagen zu.